# マジンガーエンジェル
『マジンガーエンジェル』（魔神天使）は、講談社の漫画雑誌『月刊マガジンZ』に連載された新名昭彦の漫画作品。永井豪原作のマジンガーシリーズをもとにしたスピンオフ作品である。玩具企画からスタートしたコミックでもある。全4巻。なお、この項目では続編である『マジンガーエンジェル ツヴァイ』（魔神天使Z）についても解説する。

## ストーリー
そう遠くない未来、日本は何者かに狙われていた。巨大な機械獣を駆使して犯罪行為を行う輩が跳梁跋扈し始めたのである。その魔の手から日本を守るのは強く美しい女性型ロボットを駆る魔神天使、マジンガーエンジェルであった。
『マジンガーエンジェル ツヴァイ』（以下『ツヴァイ』）では敵が宇宙よりの侵略者ベガ星連合軍となり、その尖兵は円盤獣となった。

## 作品世界
内容はマジンガーシリーズヒロイン版『チャーリーズ・エンジェル』といった体裁の作品で、マジンガーシリーズのパラレルワールドとして扱われている。主人公のマジンガーエンジェル（以下MA）は弓さやか、炎ジュン、牧葉ひかる、マリアの4人。
巨大ロボットによる犯罪が行われるとどこからともなく現れて解決する謎の正義の味方としてMAは描かれており、人々もそう認識している。さやかやひかるは学校に通う一見普通の女子高生であり、家族の描写は無いが普通の生活をしていることになっている。光子力研究所や宇宙科学研究所は見受けられない。MAは専用携帯電話でマジンガーエンジェル基地（以下MA基地）へ呼び出され、謎の司令から不鮮明なモニターごしに命令を受け取る。MAの乗るマジンガーエンジェルロボ（以下MAロボ）はMA基地において開発、整備が行われている。職員は多いのでかなりの規模の組織と言える。MAを管轄する組織の実態も不明。開発者は野中博士という男性に設定されている。ジュンの言動から見て、少なくとも彼女たちは無報酬らしい。
また本作はデビルマンなどのマジンガーシリーズ以外の永井作品がモチーフに使われているクロスオーバー作品なのも特徴である（マジンガーシリーズとの共演が多いゲッターロボシリーズに関するキャラクターは本作では未登場だが、ムック『マジンガーエンジェルぷち』のピンナップには早乙女ミチルが描かれている）。基本的にはコメディタッチで描かれている。
『ツヴァイ』では、加えて男装のメインキャラクターとアイアンZが登場し、主な舞台がパラダイス学園（『あばしり一家』に登場する同名の暗殺者養成所とは違い、普通の高等学校）となり、より永井作品および原作のアニメのパロディが多用されている。
なお、マジンガーエンジェルロボの「マジンガー」の由来は明かされず、原作で主役であった兜甲児、剣鉄也、デューク・フリードは未登場。

## キャラクター

### メインキャラクター
※年齢は初登場時のもの。
弓さやか（ゆみ さやか）
マジンガーエンジェルの一人で17歳。MAロボ、アフロダイAを操縦する。男女共学の高校に通う。制服は原作漫画版『マジンガーZ』に基づいたブレザー。一般の住宅街から通学しているが、家族関係については触れられていない。MAの中ではリーダー的存在であり、作戦の指示を行うこともある。容姿端麗かつ学力優秀であり、通っている学校の男子のアイドル的存在でもあるが、なぜかゴツい男しか言い寄ってこないのが悩みの種。なお、同じ学校にボス、ヌケ、ムチャ、直次郎、明、ミキが通っている。
登場原作は『マジンガーZ』。
『ツヴァイ』ではパラダイス学園の養護教諭として登場。
炎ジュン（ほのお ジュン）
メインキャラクターの中では最年長の18歳。MAロボ、ビューナスAを操縦する。普段は学校等には通っておらず、ピザの宅配やファミレスのウェイトレスやガソリンスタンド員などの様々なアルバイトに明け暮れている。ある程度の格闘術を身に付けており、マリアと一緒にクリスマスのバイトをしたりと面倒見のいい姉御肌として描かれている。温泉代がただになったことを喜んだり、MAの仕事でバイトに行けなくなったことを悔やむなど、生活感漂う描写が随所に見られる。原作ではハーフのため肌が浅黒い設定だったが、本作ではそこの部分の言及はなされていない。2巻では沖縄出身と判明していて、3巻では孤児院出身で炎桜子と少なからぬ因縁があるように描かれている。
登場原作は『グレートマジンガー』。
無印のレギュラーメンバー中、唯一『ツヴァイ』に未登場で終わった。
牧葉ひかる（まきば ひかる）
原作同様にシラカバ牧場で生活する17歳。MAロボ、ダイアナンAを操縦する。さやかとは違う学校（制服はセーラー服）に通っており、原作と違って眼鏡をかけている。学校がないときにはMA基地で助手のような仕事をしている。その為にMAロボの構造やメカの機構に精通しており、爆弾の解体もこなす頭脳派である。大介という名の高性能AIが内蔵されているロボット犬を飼っている（元ネタは『グレンダイザー』の主人公、宇門大介から）。
登場原作は『UFOロボ グレンダイザー』。
『ツヴァイ』では野中指令の助手として登場。
マリア・フリード
超能力を持つ14歳の少女。学校に行っている描写は無く、時折バイトしている姿が見受けられる。超能力は非常に強く、感情が昂ると念動力で腕の骨を折るくらいは出来てしまう。デューク（『グレンダイザー』主人公のデューク・フリードから）という名前の犬を飼っていたが、MAの戦闘にまきこまれ死んでしまったためにMAを恨み、ミネルバXを超能力で制御してMAに戦いを挑んだ。ひかるとは互いの素性を知る前から仲が良く、彼女の説得に応じてMAの一員となる（その際、デュークは大介の技術を応用したサイボーグとして蘇生された）。MA加入後も引き続きミネルバXを使用する。
登場原作は『UFOロボ グレンダイザー』。
『ツヴァイ』ではパラダイス学園の生徒として登場。後に原作と同様にフリード星の姫であることが明かされた。
無印では追加メンバーであることや、MAロボの操作系統が異なることから他3名とやや異なる扱いを受けており、『ツヴァイ』では主役級の活躍をするなど、全編通して扱いが良い。
野中剛（のなか つよし）
MA基地で唯一名前の判明している人物。劇中では野中博士と呼ばれる。MAロボの開発者兼、MA基地の最高責任者。技術は超一流でMAロボ以外にも、見た目は普通の犬と全く変わらないロボット犬の大介を生み出したり、瀕死のデュークをサイボーグ化手術で蘇らせたりしている。MAロボが女性型なのは美しさを追求するあまりのことであり、巨大女性型ロボに人一倍の愛情を注いでいる。一方では、炎ジュンを狙った刺客に腕を刺されたが逆に相手を気迫で圧倒するなど、単なる頭脳派ではない謎の人物でもある。
『ツヴァイ』では博士から指令に昇格する。
本作品オリジナルのキャラクターで、バンダイ社員で超合金魂などの企画を担当した野中剛がモデル。
悪馬尻菊ノ助（あばしり きくのすけ）
『ツヴァイ』から登場。女性だが男言葉で話し、学生服を着用している。言動は乱暴だが、悪ではない。MA候補として見出されるが、兜博士によりアイアンZを託されたのでMAにはならず、協力者として戦うことになる。
登場原作は『あばしり一家』。

### サブキャラクター
如月ハニー（きさらぎ ハニー）
ブロッケンとの二度目の戦いから登場した元MA。ハート型のブーメランを得意技とする、金髪ダイナマイトボディの凄腕エンジェル。変装の名人でもある。メイン4名の指導役として活躍し、無印終盤では専用のMAロボ、キューティーハニーを用いてロボ戦にも参加した。
登場原作は『キューティーハニー』。
炎桜子（ほのお さくらこ）
MA養成機関「エンジェルの穴」で教官を務める元MA。マッシブな大女。『アイアンマッスル』に登場したヒロインであるが、同姓であることから転じて、本作ではジュンと同じ孤児院出身という設定になっている。MAロボ、ファイアービューナスを操縦する。
ボス
さやかと同じ学校に通う男子学生。ヌケとムチャの二人といつもつるんでいる。ひょんな事から、さやかがMAである事を知ってしまった。さやかに惚れているが、腐れ縁止まりである。
登場原作は『マジンガーZ』。
暗黒寺警部（あんこくじ）
通り魔事件の際にジュンを助ける（結局は助けられたが）。それ以来、ジュンの事を気にかけている。MA全員とその正体を知っている数少ない人物の一人。
登場原作は『マジンガーZ』（原作コミック版）。
『ツヴァイ』では積極的な協力者として登場する。
直次郎（なおじろう）
さやかの通う学園の番長で、さやかに惚れている。喧嘩の腕前はボスより上だが、さやかには全く及ばない。兄に五エ門（ゲストキャラクターの項で後述）がいるが、兄のスケベぶりには少々呆れている。
登場原作は『あばしり一家』。

### ゲストキャラクター
イボ痔小五郎（イボじ こごろう）
コヤヤシ少年
第1話のATM警備員として出演。両者とも登場原作は『迷惑探偵イボ痔小五郎』。
ヒストラー
さやかの通う学校の教師として登場する。登場原作は『キューティーハニー』。
アルフォンヌ
さやかの通う学校の教師として登場する。登場原作は『キューティーハニー』など。
五エ門（ごえもん）
機械獣サタングロースP10を手に入れ自宅の50mプールを女の子の下着で満たそうとした。24話でも再登場している。登場原作は『あばしり一家』。
駄ェ門（だえもん）
ボスの叔父、旅館あばしりの主人として登場。永井豪の漫画では名脇役でありシラカバ牧場の牧葉団兵衛も演じていたが、旅館の名前から考えて『あばしり一家』の駄ェ門である。
『ツヴァイ』では完全に悪馬尻駄ェ門として登場している。
雪代小百合（ゆきしろ さゆり）
サタングロース（を操る五エ門）に下着を盗まれる役で登場。朱紗くん（『凄ノ王』の主人公）に想いを寄せているらしい。登場原作は『凄ノ王』。
高橋真弓（たかはし まゆみ）
2話でガミアQに襲われるOL役、11話でサタンの足の爪に胴体を切断されそうになるジュンの友人として登場。元ネタと同じく不運な目に会わされる。登場原作は『けっこう仮面』。
宇門源蔵（うもん げんぞう）
マリアのバイト先の喫茶店のマスター。元ネタは『UFOロボ グレンダイザー』の宇門博士。
アニィ・テキサス
如月ハニーの会話中でMA諜報部員として名前が登場した。ハニーの回想での彼女は原作と違って上半身にも服を着ている。登場原作は『おいら女蛮』。
神薔薇あけみ（かんばら あけみ）
弁天ゆり（べんてん ゆり）
万華鏡子（まんげ きょうこ）
14話で桜子の背景にいる3人。元MAと思われる。3人とも登場原作は『イヤハヤ南友』。
アイラ・ムー
19話より登場。古代ムー帝国の女王としてゴッデスマジンガーを操る。25話からはドラゴノザウルスの脅威をジュンに伝えた。登場原作は『ゴッドマジンガー』。
不動明（ふどう あきら）
21話より登場。さやかと同じ高校に通う生徒でデビルマンに変身する。デーモン族復活事件ではDr.ヘルの人質にされた女性たちを救う為にグロゴスG5を破壊する。登場原作は『デビルマン』（テレビアニメ版）。
牧村ミキ（まきむら みき）
21話より登場。本作ではさやかの高校での親友という設定になっている。Dr.ヘルが蘇らせたデーモン族によって拉致され、対デビルマン用の人質の一人にされる。登場原作は『デビルマン』（テレビアニメ版）。
えん魔（えんま）
24話に登場。お祭りの縁日に設置されたお化け屋敷に出現した妖怪を退治に登場。登場原作は『ドロロンえん魔くん』。雪子姫、カパエル、シャッポー爺も同時に登場している。
ヒゲゴジラ
24話に（前述の）五エ門と共に登場して、ブラザスS1&S2を使ってお化け屋敷に入った女の子を裸にして楽しもうとした。登場原作は『ハレンチ学園』などであるが、本作では服装がジャージと虎柄のタンクトップに変更されている。
鳳隼人（おおとり はやと）
25話に登場。ビッグダイタンのパイロット。登場原作は『ガルラ』。
兜十蔵（かぶと じゅうぞう）
『ツヴァイ』にて登場。アイアンZの開発者で、悪馬尻駄ェ門の親友でもある科学者。駄ェ門の娘・菊ノ助にアイアンZを託した。原作とは違い、死なずに生き延びている。登場原作は『マジンガーZ』（原作漫画版）。
少年
ファンブックの描き下ろし漫画に登場。特徴的なもみ上げをした学生服の少年。通学中のさやかと出会いがしらにぶつかり、憎まれ口を叩きあうが、その際にさやかが一目惚れしたような描写がされている。
顔は影で隠れているが、そのシルエットや言動、さやかとの関連性などから『マジンガーZ』の兜甲児を彷彿とさせるキャラクターとして描かれている。

### 敵キャラクター
あしゅら夫妻
第1話に登場したATM強盗の中年カップル。絶海の孤島で夫婦のみの生活を送るべく、機械獣「あしゅら男爵」を操って強盗を繰り返した。モデルは『マジンガーZ』のあしゅら男爵。
ヤヌス夫人
第2話 - 3話に登場した通り魔の黒幕。妖艶な年齢不詳の美女にして、ホストクラブの経営者でもあり、テレビ等にも紹介される著名人であった。その実態は薬で若返っていた老婆であり、ガミアQ1 - Q3を使って若い女性を襲わせていた。モデルは『グレートマジンガー』に登場したヤヌス侯爵。
ゴーゴン
第4話 - 6話に登場する。いつも虎（実はロボット）を引き連れている大男。元ネタと違って、服装はタンクトップにジーパンを着ている。超能力を有しているために迫害を受けてきた。その力を用いてトロスD7を操るがMAに敗北。虎の導きによりミネルバXを奪うが、脳が過負荷に耐えられずに倒れた。モデルは『マジンガーZ』と『グレートマジンガー』に登場したゴーゴン大公。
彼に接触してきた男（Dr.ヘルの配下）は『キューティーハニー』のパンサークロー戦闘員の格好をしている。
ブロッケン
温泉街で第三帝国ホテルを経営する傍らで金鉱を掘り独裁者を目指した。本作では首が分離しない。鉄十字軍団を引き連れ、グシオスβIIIやジェイサーJ1、デイモスF3を操り、要塞サルードも所有していた。人間大のロボット（原作のマリオN7の操り人形に該当）も使用。二度目の登場ではユーバリアンT9を自爆させてMA基地を壊滅させた。しかし三度目の登場ではMAと対決する前に「最強の機械獣」であったハーケンシュミットX9をファイヤービューナスに倒された。モデルは『マジンガーZ』のブロッケン伯爵。
ポーカージョー
ブロッケンの配下として海底要塞サルード内でトランプ投げを武器にMAを襲ったが、最後はMAにトランプを投げ返されて敗北する。登場原作は『おいら女蛮』。
サタンの足の爪
海底要塞ブードを率いてビーチから美女をさらい、イルカと合体させ人魚を作り出そうとした。モデルは『けっこう仮面』に登場したスパルタ学園の理事長。ジュンの友人の真弓（ゲストキャラクターを前述）が手術台に乗せられて丸ノコで下半身を切断されそうになった場面は、正にお仕置きであった。ジュンに敗北した時の彼の捨て台詞は、元ネタでの彼の配下の仕置き教師の捨て台詞と同じである。
この元キャラクター自体がパロディで、ネタ元は『月光仮面』に登場したサタンの爪。
彼の配下の半魚人たちは元は『あばしり一家』のキャラクター。
Dr.ヘル
学会を追われた狂気の科学者であり、全ての事件の黒幕。『マジンガーZ』の最大の敵のDr.地獄（ヘル）であるが、MAでも最後の敵として登場する。
闇の帝王
第20話に登場するミネーネ帝国の支配者。アイラが支配するムー帝国を滅ぼすために獣魔将軍などの『マジンガーZ対暗黒大将軍』に登場する戦闘獣を送り込んだ。登場原作は『グレートマジンガー』。
デーモン族
Dr.ヘルによりヒマラヤ山中より目覚めさせられ、テレパシー装置を埋め込まれヘルの走狗と化した。ザンニンやムガールなどが登場。彼らが登場する第21 - 23話は『マジンガーZ対デビルマン』が元ネタとなっている。登場原作は『デビルマン』。

### 『ツヴァイ』の敵キャラクター
ガンダル司令
ベガ星連合軍の司令。『ツヴァイ』での最大の敵。地球ではパラダイス学園の校長として岩堕流（がんだる）と名乗る。円盤獣をあやつり、行方不明の姫を探して、その身体に隠された超宇宙兵器の奪取を狙う。登場原作は『UFOロボ グレンダイザー』。
ブラッキー
ベガ星連合軍の隊長。地球ではパラダイス学園の教頭として不等鬼（ぶらき）と名乗る。登場原作は『UFOロボ グレンダイザー』。
レディ・シャーマン
ベガ星連合軍の一人。妖しげな呪術を用い、神のお告げとして姫の居場所を探る。元は『UFOロボ グレンダイザー』のレディーガンダル。本作ではガンダルとは別人として描かれている。

### 非戦闘時シーンなど
野中博士の趣味も兼ねて、コスプレ姿でのMA基地メンバーのレクリエーションは行われている。18話で登場。各人のコスプレは、以下の通り。
- 弓さやか：兜甲児（マジンガーZ時）の戦闘服
- 炎ジュン：剣鉄也の戦闘服→『スペオペ宙学』、竜子・スカイウォーカーの衣装
- 牧葉ひかる：宇門大介（デュークフリード）の戦闘服
- マリア：兜甲児（グレンダイザー時）の戦闘服→『デビルマン』、シレーヌの衣装
- 如月ハニー：キューティーハニーの衣装
- 野中博士：『鋼鉄ジーグ』、司馬宙の衣装

※他に『スペオペ宙学』ドン・宙太、アガゾス先生、小蝶・ファンタジーなどの姿も見える。
第24話のお祭りシーンでは、わたあめ屋、お面屋のキャラクターに『ゴーバリアン』、『グロイザーX』、『Zマジンガー』などが描かれている。

## 登場メカ

### マジンガーエンジェルロボ
母体は『マジンガーZ』と『グレートマジンガー』に登場した女性型ロボットだが、野中博士によりオッパイミサイル（以下O.P.M）システムが組み込まれ、胸のミサイルがさまざまなアタッチメントとなり戦闘力をアップしている。
アフロダイA
原作では途中でダイアナンAに交代したが、MA世界では弓さやかが乗り込んで使用され続けている。全高15m、重量16t、超合金Zもしくは超合金ニューZ製であり光子力で動く。O.P.M以外の固定武装は無いが、O.P.Mの使用で戦闘力は上がっている。よく使われるO.P.Mはアイアンカッターミサイルやメガトンハンマーなど。登場原作は『マジンガーZ』。イメージカラーはオレンジ。
アフロダイA スノーホワイトバージョン
グシオスβIIIの溶解液に対抗して耐溶解液コーティング塗装を施したアフロダイ。その際、特殊O.P.Mのブレストハートファイヤーを装備し、機体は真っ白となったため“スノーホワイト”バージョンと呼ばれた。
アフロダイA（ツヴァイ版）
原作漫画版初期のデザインそのままのアフロダイA。頭部が大きく、カラーリングも異なる。O.P.Mはカバー開閉タイプになっている。また、原作漫画版初期とは違い、頭部のコクピットは分離可能な小型機になっている。
ダイアナンA
原作では破壊されたアフロダイAに代わって、さやかが乗り込んだ。MA世界では牧葉ひかるが乗り込んで使用されている。全高16m、重量18t、超合金Zもしくは超合金ニューZ製であり光子力で動く。固定武装としてスカーレットビームを持つ。原作では言及されなかったスカーレットモビルの問題（コクピットが開放型でありエアコンが無い、など）がネタによく使われる。主なO.P.Mはスクリュークラッシャーミサイルやリキッドシューターなど。ひかるが開発に関わっているため、新開発のO.P.Mを多用する傾向にある。登場原作は『マジンガーZ』。イメージカラーは青。
ダイアナンA マリンブルーマーメイド
25話より水中活動を得意とするドラゴノザウルスや他の敵を倒すために改装されたダイアナンA。操縦ユニットを密閉式コクピットを持つマリンブルーモービルという小型潜水艦に換装しており、脚部に補助推進装置とフィンを持つ。エクシードスピアに三叉の先端を装備し、トライデントミサイルとして発射が可能。
ビューナスA
原作どおりに炎ジュンが使用する。搭乗型MAロボの中では一番戦闘力が高い。固定武装はフィンガーミサイル、光子力ビーム、ビューナスカッターなど。全高20m、重量23t、超合金ニューZ製であり光子力で動く。よく使われるO.P.Mはドリルプレッシャーミサイルやビューナスタイフーンなど。コクピットがクィンスターという小型機に分離する。登場原作は『グレートマジンガー』。イメージカラーは赤。
ビューナスA クイーン・オブ・ゴールド
古代ムー帝国の神器の力に反応したビューナスAの新フォーム。クィンスターに長い機首がつき、胸に黄金の鳥の形の装甲板（ホルスブーメランとして投擲武器になる）が増えている。古代ムー帝国にタイムスリップしたのだが、何故かエジプト風の目元の隈取と太ももに目のようなマークが増えている。ハート型権杖（神器）から金の光線を発射して敵ロボットをハート型に斬り倒すゴールデンフラッシュという技が増えている。
ビューナスA（ツヴァイ版）
OVA『マジンカイザー』に登場した、没デザインをもとにしたビューナスA。両腕にZカッターを装備し、髪を模した背部ブースターでスクランダー無しで飛行可能。ツヴァイではマリアが操縦している。
ミネルバX
原作ではマジンガーZのパートナーロボとして設計されるも、設計図を奪われ敵の手に落ちた機械獣として登場。MA世界では野中博士によって開発された脳波誘導式の新型MAロボとなっている。原作どおり当初は邪悪な操縦者により敵に回った。脳波増幅ヘルメット（脳の保護も兼ねている）を介して操縦しなければ操縦者の脳を破壊するという制約もある。ひかるの説得によりMAに加わったマリアがコントロールする。全MAロボ中もっとも戦闘力が高い。O.P.Mを持たない代わりにブレストファイヤー、光子力ビーム、ロケットパンチなどの固定武装が豊富である。また飛行モードのシレーヌモード（『デビルマン』に登場する妖鳥シレーヌがモチーフで、ロケットパンチはミネルバではなくこちらが元ネタである）に変形でき、その際にはサンダーブレイカーという必殺技を持つ。全高16m、重量18t。原作とは違い、超合金Z製で光子力で動いている。非搭乗タイプだったが、第4巻の巻末図解で脳波コントロールシステムが小型化されコクピットが追加されたとある。それまではマリアはミネルバの掌に乗っていたり（攻撃されて気絶し、掌から落下するシーンがある）、ビューナスのコクピットに同乗するなどしていた。登場原作は『マジンガーZ』。イメージカラーは紫。
プロト・ミネルバ （ラ・シレーヌ・ド・ノーワル）
黒いミネルバX。試作品と思われる。黒いシレーヌモード（ラ・シレーヌ・ド・ノーワル）に変形可能。人間の動きを忠実にトレース出来るようにするために開発されたが、超能力者であるマリアのような者でさえ相当な特訓を積まなければ本来の能力を発揮出来ないレベル（簡易操作システム経由では限界がある）の機体であり（ミネルバXも同様）、まだまだ開発途中のシステムでもある。システムは小型で頭部にコクピットが存在した。
ミネルバX シャイニングシャドー（ツヴァイ版）
劇中の最終局面に投入したミネルバXの改修機。残っているMAの予備パーツを使って急造した、いわば寄せ集めの強化機体。換装を施した兜十蔵博士が、最終決戦に向かうマリアに託した。
ファイアービューナス
原作では『アイアンマッスル』に登場する格闘専門ロボ。エンジェルOGの炎桜子専用旧式MAロボ。武器はファイアーパンチ（拳が発火するパンチ）、ファイアーキック（ハイヒールが発火するキック）、ファイアーアタック（二の腕からの発火が全身をつつみ敵にタックル）。O.P.Mは装備されていない。
キューティーハニー
完全にMA世界オリジナルのロボット。最終話に登場にする。キューティーハニーを模したスタイルを持ち、如月ハニーが操縦する。MA版マジンガーブレードを用い、腕からブーメランを放つ。今までに数多くの敵を倒して来た伝説の機体と呼ばれるロボ。

### 非MAロボ
コミック中登場したMAロボ以外のロボットを記述する。
ゴッデスマジンガー
女性型ゴッドマジンガー。古代ムー帝国のアイラ女王の所有。本来は『ゴッドマジンガー』登場の男性型だが、本作では別にゴッドマジンガーが4体登場している。
ビッグダイタン
『ガルラ』に登場した4本腕のスーパーロボット。腰から下は巨大な飛竜型のブースターであり女性型ではない。MA世界でも日本政府が秘密裏に建造していたスーパーロボットとして登場したが、ドラゴノザウルスに敗れ去った。
アイアンZ
『ツヴァイ』から登場した菊ノ助用のロボット。マジンガーZの初期案をそのまま採用しており、バイクが頭部に合体、そのために背中にスロープがあるといった特徴がある。武装やデザインはマジンガーZに準ずる。

### 支援メカ
グレートブースター
ミネルバX以外は飛行能力を持たないMAロボの支援として登場。グレートマジンガーが使用するものと同デザインだが、OVA『マジンカイザー』に登場したものと同様に背中への装着ではなく上に立ち乗りするスタイルをとる。劇中ではアフロダイAが使用した。
ビューナススクランダー
ビューナスAの飛行支援メカ。
ダブルスペイザー
大気圏外飛行用の支援ユニットで、本来はグレンダイザーの装備。劇中でアフロダイAが装着した。
ドリルスペイザー
地中移動用の飛行支援ユニットで、同じく本来はグレンダイザーの装備。劇中でミネルバX シャイニングシャドーが装着した。
ガッタイガー
フリード星の超宇宙兵器がアイアンZを取り込むために変形した形態。登場原作は『宇宙円盤大戦争』。

### 敵メカ
ほとんどがアニメ版『マジンガーZ』に登場した機械獣や『UFOロボ グレンダイザー』の円盤獣であった。ただし、1話登場の「あしゅら男爵」と2 - 3話登場のガミアQ、22 - 23話登場のグロゴスG5、最終決戦ロボの地獄王ゴードンは原作漫画版『マジンガーZ』に登場した機械獣である。

## MAロボの武装・技

### O.P.M
O.P.M-01 アイアンカッターミサイル
マジンガーZのアイアンカッターがモチーフ。巨大な刃が飛び出したミサイルで敵を切り裂く。アフロダイAが使用。
O.P.M-02 ドリルプレッシャーミサイル
グレートマジンガーのドリルプレッシャーパンチがモチーフ。超合金ニューZ製のドリルビットと螺旋状のブレードで貫通力は最大。ビューナスAが使用。
O.P.M-03 スクリュークラッシャーミサイル
グレンダイザーのスクリュークラッシャーパンチがモチーフ。超合金ニューZ製のエッジと3枚の三重反転ギアプレートが触れるものを全てミンチにする。ダイアナンAが使用。
O.P.M-04 メガトンハンマー
ユニット状のO.P.M。10tのスパイク金属球を打ち出す。ミサイルと違って基部は残る。超合金Z製の鎖で基部と金属球が連結されている。アフロダイAが使用。
O.P.M-05 ビューナスタイフーン
ユニット状のO.P.M。劇中ではビューナスタイフーンと呼称されるがトロスD7との戦いでダイアナンAも使用している。マジンガーZのルストハリケーン、グレートマジンガーのグレートタイフーンがモチーフ。モードの切り替えによって4万度の熱風を放射するファイヤートルネード（ビューナスAが使用）と-180度の極冷風を吹き付けるブリザードスマッシュ（ダイアナンAが使用）となり、劇中では双方を交互にぶつけることで相手の装甲を劣化させる使い方をした。
O.P.M-06 リキッドシューター
ユニット状のO.P.M。強力な溶解液を射出する。グリップとトリガーがついている（つまり水鉄砲）。ダイアナンAが使用。
O.P.M-07 マジンガーブレード
ミサイルではないが胸のミサイルが開いて出てくるためO.P.Mとして扱われる。超合金ニューZ製の細身の剣。グレートマジンガーの同名の武器よりも軽く非力な女性型でも十分扱える。切れ味は抜群である。

### 型番不明O.P.M
ブレストハートファイアー
マジンガーZの放熱板を模した、ユニット型のO.P.M。発射時には回転して胸にハート型の放熱板を形成して熱線を放つ。グシオスβIIIの溶解液に対抗したコーティングアフロダイA“スノーホワイト”に装備された他、最終回でもノーマルのアフロダイAが使用している。ツヴァイ版では、ミネルバX シャイニングシャドーにも実装された。
ブレストホルスバーン
ビューナスA クイーン・オブ・ゴールドの必殺武器。胸に装備された金の鳥型のユニットから打ち出す。名前からグレートマジンガーのブレストバーンと同種のものと推測できるが、同じ鳥型の何かが打ち出されているようにも見え、小型グレートブースターのようにも見える。

### 漫画オリジナルO.P.M
ピンクローズミサイル
バラ状のミサイル。花びらがチャフとなり、カジモフT7のミサイルの誘導を阻害した。O.P.Mコンテストから生まれた読者案のO.P.M。
シャークミサイル
サメ型魚雷。O.P.Mコンテストから生まれた読者案のヘビ型を改良したO.P.M。
オッパイロケットパンチ
ミサイル先端から拳が出る。この拳はマニピュレーターとしても使え、キングダンX10との戦闘では真剣白刃取りを見せている。射出も可能。読者投稿のO.P.Mだが、投稿者は本作連載当時の『マガジンZ』に『鉄人28号 皇帝の紋章』を連載していた漫画家長谷川裕一氏（読者に混じって応募したとのこと）。
救命艇
海底要塞ブードに誘拐された人々を救助するために使用。なぜか胸から発射された。
エクシードスピア
パイロットの特性によって変幻自在の槍型兵器。普段はO.P.Mを覆う形の羽根型エッジ形態であり（この場合でもO.P.Mは発射可能である）、エクシードレベル発動の掛け声と共に槍型形態にチェンジする。槍として使用する他、ブーメランのように投擲したり、先端に他のO.P.Mを装着することで様々な使い方が可能となる。
※O.P.Mと同じくミネルバXには装備されていない模様。

### 非O.P.M武装技
ファイアーパンチ
ファイアービューナスが使用する炎を纏ったパンチ。
ファイアーキック
ファイアービューナスが使用する炎を纏ったキック。
ファイアーアタック
ファイアービューナスが使用する必殺技。全身を炎で包んでのタックル。
サンダーブレイカー
ミネルバX シレーヌモードの技。敵に強烈な落雷を浴びせる。グレートマジンガーの必殺技サンダーブレイクがモチーフ。
ゴールデンフラッシュ
ビューナスA クイーン・オブ・ゴールドの技。ハート型権杖から発射する金光線。敵ロボットをハート型に斬り倒した。

## イメージソング
「マジンガーエンジェルのうた」
作詞：永井豪 with M.A.P / 作曲・編曲：渡辺宙明 / 歌：堀江美都子

## 商品展開
本作品は本来超合金魂シリーズとして発売されたアフロダイAなどの別バージョンとして企画されたものである。当初はマジンガークィーンと呼ばれ、レースクィーンのようなイメージで単なる色替え商品であった。
プレックスの野中剛がこの企画を担当したが、その際に胸のミサイルに新しいバージョンを加えられないか、と生み出されたのがオッパイミサイルシステムである。ラインナップにはマジンガーシリーズと同時に過去の人気商品であったジャンボマシンダーシリーズの武器セットへのオマージュもこめられている（リキッドシューター、メガトンハンマーなど）。著作権のクリアのためにダイナミックプロに持ち込んだところコミック化の企画が持ち上がり、実現した。
超合金魂シリーズではマジンガーエンジェルとしてメッキ塗装が施されO.P.M、マジンガーブレードが付属した製品が発売された。

## 関連商品一覧
超合金魂シリーズ
- GX-08A マジンガーエンジェル アフロダイA O.P.M-01、04、07のセット
- GX-11A マジンガーエンジェル ダイアナンA O.P.M-03、06、07のセット
- GX-12A マジンガーエンジェル ビューナスA O.P.M-02、05、07のセット
- GX-13A マジンガーエンジェル ミネルバX シレーヌユニットセット
- アフロダイA スノーホワイトバージョン（単行本購入者限定商品）
- ミネルバX La Sirene de noir（ラ・シレーヌ・デ・ノワール、単行本購入者限定商品）
- ビューナスA Queen of Gold（クィーン・オブ・ゴールド、単行本購入者限定商品）
- ダイアナンA Marine Blue Mermaid（マリンブルーマーメイド、単行本購入者限定商品）
- アイアンZ （単行本購入者限定商品）
- ミネルバX Shining Shadow（シャイニングシャドー、単行本購入者限定商品）

漫画単行本
- 『マジンガーエンジェル』講談社〈マガジンZKC〉
  1. 2005年2月23日初版、ISBN 4-06-349196-X
  2. 2005年8月23日初版、ISBN 4-06-349215-X
  3. 2006年4月21日初版、ISBN 4-06-349241-9
  4. 2007年2月23日初版、ISBN 978-4-06-349270-5

- 『マジンガーエンジェル ツヴァイ』講談社〈マガジンZKC〉
  1. 2008年1月23日初版、ISBN 978-4-06-349332-0
  2. 2008年12月12日初版、ISBN 978-4-06-349405-1

ムック
- 『マジンガーエンジェル公式ファンブック マジンガーエンジェルぷち』 講談社〈マガジンZKCDX〉2005年9月21日初版、ISBN 4-06-372066-7

イメージアルバム
- 『オリジナルBGMコレクション魂 魔神天使 マジンガーエンジェル』日本コロムビア 2006年3月22日発売
- 『オリジナルBGMコレクション魂 魔神天使  マジンガーエンジェル Vol.2 リッスン・マジンガーエンジェル』日本コロムビア 2007年4月18日発売

## ゲーム
スーパーロボット大戦X-Ω
iOS / Android用アプリゲーム。
第3期参戦作品として、2018年4月から本作のキャラクターとロボットが登場。